# سيدار بوينت (إلينوي)
سيدار بوينت (بالإنجليزية: Cedar Point)‏ هي منطقة سكنية تقع في الولايات المتحدة في إلينوي.

## الموقع الجغرافي
الموقع الجغرافي للمناطق المحيطة بهذه النقطة هو كالتالي: